# Gasógeno

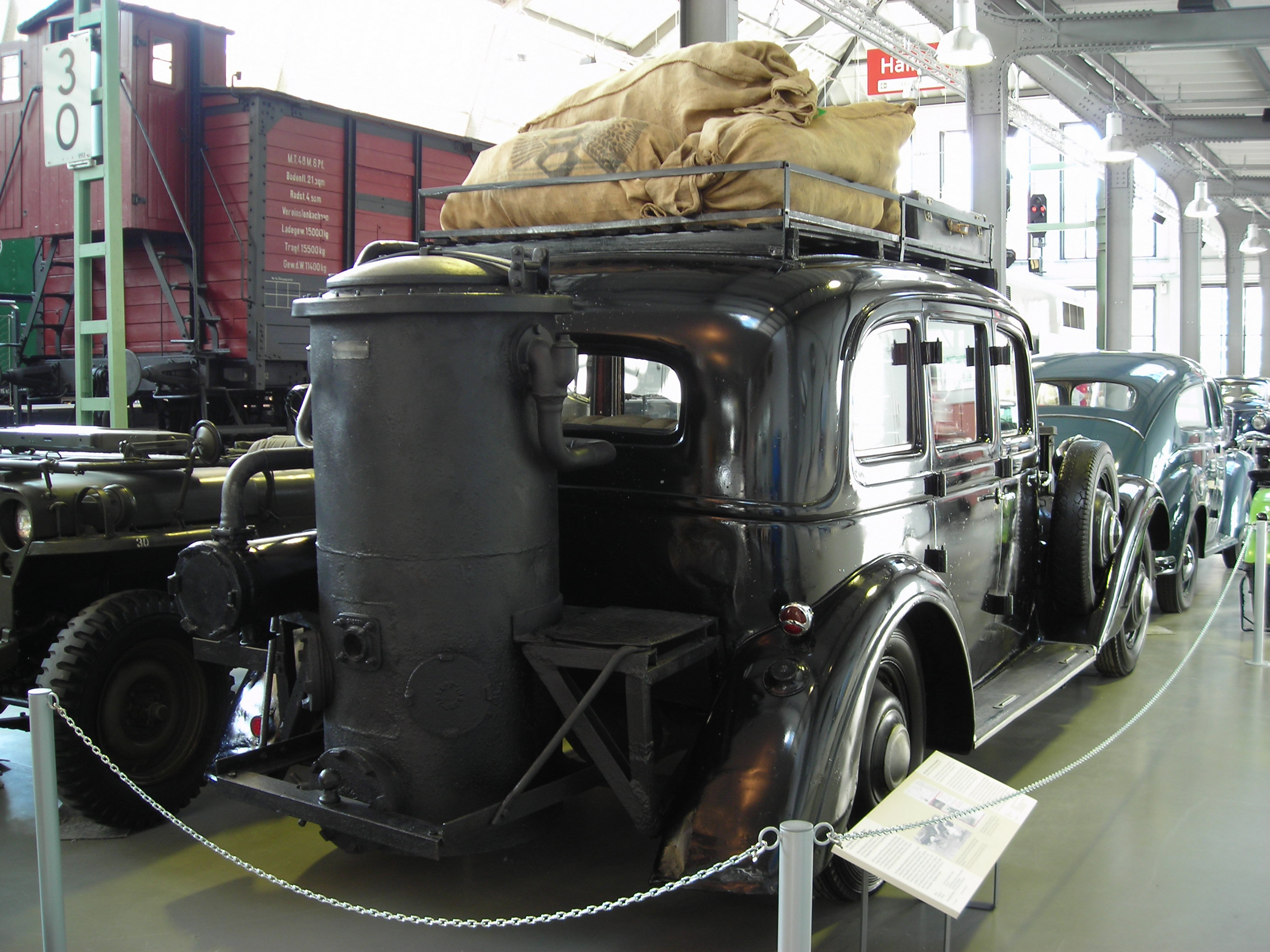
Adler Diplomat con gasógeno (1941).

El gasógeno es un aparato destinado a transformar en combustibles gaseosos determinados combustibles sólidos mediante procesos químicos denominados gasificación. Mediante diferentes procesos que implican reacciones químicas a alta temperatura es posible obtener un combustible gaseoso denominado gas de gasógeno partiendo de combustibles sólidos como el carbón, la leña o casi cualquier residuo combustible. Al quemar leña o el carbón de forma parcial y en déficit de aire, se genera, entre otros gases, monóxido de carbono, con menor poder calorífico que el gas natural u otros gases derivados del petróleo, por lo que también recibe el nombre de gas pobre. Si durante el proceso de producción se hace pasar una corriente de vapor de agua, se genera  hidrógeno junto con el monóxido de carbono.

## Aparato y funcionamiento
Esquemáticamente, el gasógeno consiste en un recipiente construido de materiales refractarios que contiene el combustible sólido a gasificar. Por su parte inferior se inyecta, con ayuda de un compresor, aire atmosférico que puede ir acompañado de vapor de agua. Esto provoca la combustión de las primeras capas de combustible situadas en la parte inferior, generando dióxido de carbono, que al atravesar las siguientes capas de combustible, ya en déficit de aire, hace que se produzca la reducción química del dióxido de carbono a monóxido de carbono.
{\displaystyle {\ce {C + O2 -> CO2}}}
{\displaystyle {\ce {CO2 + C -> 2CO}}}
Simultáneamente, debido a las temperaturas alcanzadas, se volatilizan algunos hidrocarburos u otros compuestos orgánicos volátiles presentes en el carbón o la leña, que también son combustibles, lo que mejora el poder calorífico del gas generado. Si en el proceso se inyecta vapor de agua, junto con el aire, se produce una reducción del agua, generando hidrógeno, también combustible.
{\displaystyle {\ce {C + H2O -> H2 + CO}}}
dando como resultado final, una mezcla de gases que reciben diferentes nombres, como gas de gasógeno, gas pobre o gas de agua.
Los gasógenos tuvieron un uso muy extendido en Europa en el periodo comprendido entre la Primera Guerra Mundial y la posguerra de la Segunda Guerra Mundial, por las dificultades de abastecerse de petróleo y sus derivados en el mercado mundial.  Se calcula que en Europa llegaron a realizar unas 500.000 transformaciones a gasógeno en automóviles con motor de combustión interna. Algunos países como Francia subvencionaron la investigación en este campo. Utilizando este sistema se podían aprovechar combustibles sólidos para mover motores de combustión interna en tiempo de escasez de gasolina y gasóleo.
Posteriormente ha vuelto a ser útil para obtener combustible adecuado para motores, a partir de leña y otros residuos de biomasa. En países pobres puede ser la única forma de utilizar motores y en países desarrollados permite disminuir el consumo de combustibles fósiles. Este sistema ha tenido además otros usos. Las centrales como la de Elcogas, en Puertollano, España, se basan en este sistema para producir energía eléctrica. Esta central, parecida a otras muchas en el mundo, aunque pionera en aspectos de rendimiento, utilizaba un sistema productivo basado en la tecnología de gasificación integrada en ciclo combinado (GICC) con buenas características medioambientales, reduciendo las emisiones atmosféricas por debajo de lo establecido en la legislación vigente. 